# Megalastrum macrotheca
Megalastrum macrotheca är en träjonväxtart som först beskrevs av Fée, och fick sitt nu gällande namn av Alan Reid Smith och Robbin C. Moran. Megalastrum macrotheca ingår i släktet Megalastrum och familjen Dryopteridaceae. Inga underarter finns listade.